# Lorraine Lévy
Lorraine Lévy, actriz de teatro, guionista, directora de cine francesa. Hermana pequeña del escritor Marc Lévy, de quien realizó una adaptación de su novela Mes amis mes amours.

## Biografía
Fundó en 1985 la «Compagnie de l'Entracte».

## Teatro

### Autora
- 1987 Finie la comédie
- 1991 Le partage
- 1991 Zelda ou le masque (Premio Beaumarchais 1991)
- 1993 Noces de cuir
- 1993 La vie extraordinaire de Léonie Coudray

## Filmografía

### Directora
- 2004: La première fois que j'ai eu 20 ans
- 2008: Mes amis, mes amours
- 2012: El hijo de otro

### Guionista
- 2004 Ma meilleure amie de Elizabeth Rappeneau.
- 2008 Mes amis, mes amours.

## Premios
Ganadora del Tokyo Sakura Grand Prix y el premio al mejor director en el Tokyo International Film Festival de 2012 por The Other Son.

## Traducción
Este artículo es una traducción de Lorraine_Lévy (versión:http://fr.wikipedia.org/wiki/Lorraine_L%C3%A9vy)